# استرگنیه
استرگنیه (به مجاری: Eszteregnye) یک شهرداری در مجارستان است که در ناحیه نادی‌کانیژا واقع شده‌است. استرگنیه ۲۰٫۰۹ کیلومتر مربع مساحت و ۷۶۷ نفر جمعیت دارد.